# Claudia Marcella den äldre
Claudia Marcella den äldre, född cirka 43 f.Kr., var en medlem av den julio-claudiska kejsarfamiljen i antikens Rom.

## Biografi
Inte mycket är känt om Marcellas person. Hon var dotter till Augustus syster, Octavia den yngre, och Gaius Claudius Marcellus. Hon hade två helsyskon, Marcus Claudius Marcellus och Claudia Marcella den yngre, och ett antal halvsyskon på sin mors sida. Marcella giftes år 28 f.Kr. med Marcus Vipsanius Agrippa, som var en av Augustus närmaste vänner och viktigaste allierade. Äktenskapet varade i sju år och upplöstes genom skilsmässa. Agrippa giftes därefter med Augustus dotter Julia. Marcella och Agrippa fick flera barn, troligen åtminstone två döttrar med namnet Vipsania, som kan ha varit hustrur till Publius Quinctilius Varus respektive Quintus Haterius, vilka båda hade hustrur som bar namnet Vipsania. Marcella giftes därefter med Iullus Antonius. Paret fick en son, Lucius Antonius och möjligen ytterligare en son och en dotter.